# IT-Architektur
Mit dem Begriff IT-Architektur werden verschiedene Aspekte der Informationstechnik (IT) in einer Organisation bezeichnet, z. B. die Entwicklung von methodischen IT-Spezifikationen, Modellen und Guidelines. Dies dient dem Ziel, ein kohärentes IT-Architektur-Framework zu entwickeln. Neben formellen und informellen Lösungs-, Business- und Infrastruktur-Prozessen kommen auch Modellierungssprachen wie z. B. UML zum Einsatz.
Hierzu zählen unter anderem Infrastruktur (Hardware, Standorte, Netzwerke), Software (Anwendungen), Technologien, Schnittstellen, durch IT unterstützte Funktionen und Prozesse, sowie das dazugehörige Architektur-Management (Konfigurations- und Kapazitätsplanung, Lastverteilung, Datensicherung, Verfügbarkeit, Ausfallsicherheit, Katastrophenfall-Planung etc.).
Eine IT-Architektur beschreibt die IT in einer Organisation auf zwei Ebenen: Sie legt die Grundstrukturen fest und definiert Regeln, die das dynamische Zusammenspiel aller Komponenten koordinieren.
Eine weit verbreitete Analogie vergleicht eine IT-Unternehmensarchitektur mit einem Bebauungsplan für die Stadtplanung. Der Bebauungsplan ist als zentraler Leitfaden für die an der Errichtung und Instandhaltung der städtischen Infrastruktur beteiligten Personen und Gruppen zwingend erforderlich. Er stellt sicher, dass die Entwicklung einer Stadt in geordneten Bahnen erfolgt und den zur Verfügung stehenden Ressourcen Rechnung getragen wird. Analog zum Bebauungsplan gibt die IT-Architektur eine Leitlinie für alle an der Planung und dem Betrieb von IT-Systemen und IT-Infrastrukturen Beteiligten. Man spricht entsprechend auch von einem Bebauungsplan, wenn es um die Planung aktueller und zukünftiger IT-Architektur geht.

## Berufe in der IT-Architektur
In der IT-Architektur gibt es eine Vielzahl von Berufen, die unterschiedliche Aspekte der Planung, Entwicklung, Implementierung und Verwaltung von IT-Systemen und -Lösungen abdecken. Die Rolle der Architektur wird häufig in drei Kategorien unterteilt:
Unternehmensarchitekten (Enterprise Architect) entwickeln und pflegen die übergreifende IT-Architektur eines Unternehmens, um die Geschäftsstrategie zu unterstützen und die IT-Ressourcen optimal zu nutzen.
- Entwicklung und Pflege der Gesamtarchitektur eines Unternehmens
- Sicherstellung der Ausrichtung der IT-Strategie mit den Geschäftsstrategien
- Integration von Geschäftsprozessen und IT-Systemen

Lösungsarchitekten (Solution Architect) entwerfen und implementieren massgeschneiderte IT-Lösungen für spezifische Geschäftsanforderungen, um sicherzustellen, dass alle technischen Aspekte und Anforderungen erfüllt werden.
- Entwicklung von Lösungsarchitekturen für spezifische Geschäftsanforderungen
- Auswahl der richtigen Technologien und Frameworks
- Integration verschiedener Systeme und Anwendungen

System / Software Architekten entwerfen, integrieren und entwickeln IT-Infrastrukturen oder Softwarelösungen die effizient, sicher und skalierbar sind und die Anforderungen erfüllen.
- Design und Integration von IT-Infrastrukturen
- Sicherstellung der Systemleistung und -sicherheit
- Design und Entwicklung von Softwarelösungen
- Sicherstellung der Qualität und Wartbarkeit des Codes

Die folgende Tabelle zeigt die meisten der Unterschiede zwischen den Rollen auf:
| Rolle                 | Schwerpunkt         | Strategischer Fokus | Technologischer Fokus | Ausrichtung                                | Kommunikation                   | Design                          | Weitere Bezeichnungen |
| --------------------- | ------------------- | ------------------- | --------------------- | ------------------------------------------ | ------------------------------- | ------------------------------- | --------------------- |
| Unternehmensarchitekt | Unternehmen         | Hoch                | Tief                  | Projektübergreifende Architekturen         | Organisationsweit               | Abstrakt                        |                       |
| Lösungsarchitekt      | System und Software | Mittel              | Mittel                | Architekturen einer Lösung                 | Über mehrere Teams              | Grobes bis detailliertes Design |                       |
| System-Architekt      | System              | Tief                | Hoch                  | Komponenten, Wiederverwendung, Wartbarkeit | Innerhalb eines Projektes/Teams | Detailliertes Design            | Technischer Architekt |
| Software Architekt    | Software            | Tief                | Hoch                  | Komponenten, Wiederverwendung, Wartbarkeit | Innerhalb eines Projektes/Teams | Detailliertes Design            |                       |

In der Praxis zeigt sich, dass die Tätigkeitsbereiche der Architekten in unterschiedlichen Bereichen oft unklar getrennt sind. Dies führt zu divergierenden Auffassungen bezüglich der Ziele der Architekten. Daher wird auch der Überbegriff „IT-Architekt“ für die Rollenbezeichnung verwendet.